# Crisis Core: Final Fantasy VII
Crisis Core: Final Fantasy VII (クライシス コア ファイナルファンタジーVII, Kuraishisu Koa Fainaru Fantajī Sebun) is een role-playing game ontwikkeld door Square Enix voor de PlayStation Portable. Het spel is een prequel van Final Fantasy VII en het vierde deel in de Compilation of Final Fantasy VII reeks. In Japan kwam het spel uit op 13 september 2007. De Amerikaanse verschijningsdatum was 25 maart 2008. Het spel is geproduceerd door Yoshinori Kitase, de regisseur van de originele Final Fantasy VII. Tetsuya Nomura is verantwoordelijk voor het 'character design'.

## Hoofdpersonen
Crisis Core: Final Fantasy VII zit wat anders in elkaar dan de normale Final Fantasy VII: men speelt niet met Cloud maar met de Elite Soldier Zack Fair (in Final Fantasy VII bekend als Zack)
- Zack Fair

1ste Class Soldier (Elite Soldier) en Mentor van Cloud Strife. In Final Fantasy VII is er nog niet zoveel over hem bekendgemaakt, maar wat we toen wel wisten was dat hij met Sephiroth en Cloud naar Nibelheim ging om daar de vreemde monsters te bekijken die uit de Mako Reactor kwamen. Zack Fair staat bekend om zijn wilskracht en humor die hij in Crisis Core laat zien. Zijn Mentor Angeal Hewley leert hem de basis technieken die men nodig heeft om een Soldier 1st Class te worden.
In het originele spel is een verwijzing naar hem. Als de speler voor het eerst bij Gongaga Village aankomt en de speler heeft Tifa en Aerith in het team, moet de speler in het huisje rechts-onder gaan. Daar leert de speler dat Zack het vriendje was van Aerith en krijgt de speler wat meer te weten over Zack.
- Angeal Hewley

1st Class Soldier en mentor van Zack Fair, originele Drager van The Buster Sword, na een tragish ongeval doorgegeven aan Zack Fair. Angeal was lange tijd bevriend met de Ultieme 1st Class Soldier Sephiroth (Seefieròss in Japans) maar gaat uiteindelijk met de Genesis (in Dirge of Cerberus bekend als G) tegen hem vechten. Angeal Hewley is een van de bekende "One Winged Angels", maar hij heeft een witte vleugel aan zijn linkerkant.
- Sephiroth

De sterkste 1st Class Soldier was voor zijn geboorte ingespoten met Jenova Cells door Hojo (die Sephiroths vader is). Lucrecia (Sephiroths moeder) keurde het experiment goed en had nadat Sephiroth geboren was spijt van wat zij met haar zoon gedaan had. Zij zonderde zich vervolgens van de wereld en van haar geheime liefde Vincent Valentine af. Sephiroth is in Crisis Core nog bij zijn positieven en weet nog niks van wat er met hem gebeurd is. Sephiroth staat bekend vanwege zijn naam "One Winged Angel" en de soundtrack is zelfs aan hem gewijd waardoor vele fans nog altijd zeggen dat Sephiroth de enige echte "One Winged Angel" is.
- Genesis

Ook wel bekend als G. Genesis is het prototype van Sephiroth en is net zoals Angeal en Sephiroth een One Winged Angel maar in tegenstelling tot Sephiroth, met een zwarte vleugel aan z'n linker kant, heeft Genesis zijn zwarte vleugel aan zijn rechterkant. Over Genesis is nog altijd niet veel bekend. Hij deed mee in het geheime einde van Dirge of Cerberus, waar hij gespeeld werd door Gackt. Te zien was hoe hij zijn broer Weiss optilde en zei: "Het is nog geen tijd om te rusten... we hebben nog steeds een hoop werk te doen", vervolgens komt zijn zwarte vleugel uit zijn rug en vliegt hij weg.